# Pete Shelley
Pour les articles homonymes, voir Shelley.
Pete Shelley, nom de scène de Peter Campbell McNeish, né le 17 avril 1955 à Leigh dans la banlieue de Manchester et mort le 6 décembre 2018 à Tallinn en Estonie,,, est un auteur, chanteur et guitariste britannique de punk rock, leader des Buzzcocks.

## Biographie

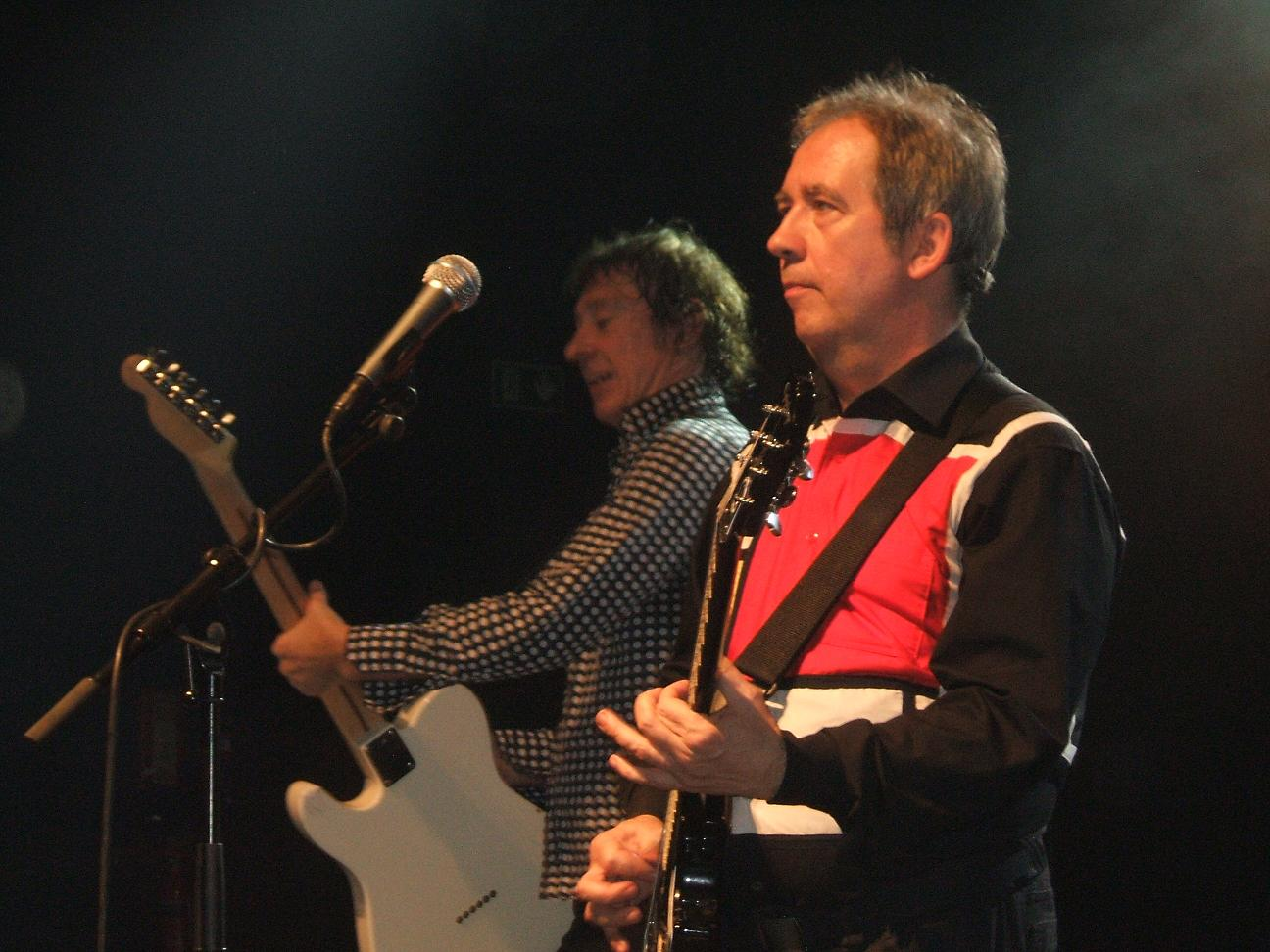
Pete Shelley et les Buzzcocks en 2009.

Peter Campbell McNeish grandit à Leigh, dans la banlieue de Manchester. Fan de T. Rex et de Roxy Music, il se lie, en 1975, avec Howard Devoto, rencontré à la Bolton Institute of Technology (aujourd'hui université de Bolton), et admirateur comme lui du Velvet Underground. Début 1976, ils décident de former les Buzzcocks,.
Il apparait sur l'album Looking in the Shadows des Raincoats en 1996.
Pete Shelley décède le 6 décembre 2018 à son domicile à Tallinn (Estonie) d'une crise cardiaque. Il avait 63 ans.

## Discographie
,
- 1980 : Sky Yen  (Groovy Records)
- 1981 : Homosapien (Genetic Records)
- 1983 : XL·1 (Genetic Records / Island Records)
- 1986 : Heaven & The Sea (Mercury)
- 2016 : Cinema Music And Wallpaper Sounds (Caroline True Records)